# Ферфакс (Вірджинія)
Ферфакс (англ. Fairfax) — незалежне місто в США,  в штаті Вірджинія. Населення — 24 146 осіб (2020).
Було засноване у 1805 році. Місто входить до агломерації округу Вашингтон, столиці США, до якого веде помаранчева гілка метрополітену. У травні 2009 року м. Ферфакс посіло 3-тє місце у рейтингу журналу Форбс як одне з «найкращих міст для проживання у США».

## Географія
Ферфакс розташований за координатами 38°51′11″ пн. ш. 77°17′56″ зх. д. / 38.85306° пн. ш. 77.29889° зх. д. ( 38.853183, -77.299025).  За даними Бюро перепису населення США в 2010 році місто мало площу 16,25 км², з яких 16,16 км² — суходіл та 0,10 км² — водойми.

## Демографія
Згідно з переписом 2010 року, у місті мешкало 22 565 осіб у 8347 домогосподарствах у складі 5545 родин. Густота населення становила 1388 осіб/км².  Було 8680 помешкань (534/км²).
Расовий склад населення:
| - 69,6 % — білих - 15,2 % — азіатів - 4,7 % — чорних або афроамериканців - 0,5 % — корінних американців - 0,1 % — вихідців з тихоокеанських островів - 5,9 % — осіб інших рас |

До двох чи більше рас належало 4,0 %. Іспаномовні складали 15,8 % від усіх жителів.
За віковим діапазоном населення розподілялося таким чином: 20,4 % — особи молодші 18 років, 65,9 % — особи у віці 18—64 років, 13,7 % — особи у віці 65 років та старші. Медіана віку мешканця становила 39,1 року. На 100 осіб жіночої статі у місті припадало 97,2 чоловіків;  на 100 жінок у віці від 18 років та старших — 95,5 чоловіків також старших 18 років.
Середній дохід на одне домашнє господарство  становив 125 748 доларів США (медіана — 105 297), а середній дохід на одну сім'ю — 142 950 доларів (медіана — 124 547). Медіана доходів становила 72 353 долари для чоловіків та 54 171 долар для жінок. За межею бідності перебувало 7,0 % осіб, у тому числі 3,9 % дітей у віці до 18 років та 4,3 % осіб у віці 65 років та старших.
Цивільне працевлаштоване населення становило 12 724 особи. Основні галузі зайнятості: науковці, спеціалісти, менеджери — 21,4 %, освіта, охорона здоров'я та соціальна допомога — 19,6 %, публічна адміністрація — 11,2 %, роздрібна торгівля — 10,7 %.